# Ermanno Malinverni
Ermanno Malinverni (Vercelli, Provincia de Vercelli, Italia, 30 de octubre de 1919 - Módena, Provincia de Módena, Italia, 5 de agosto de 1993) fue un futbolista italiano. Se desempeñaba en la posición de centrocampista.

## Selección nacional
Fue internacional con la selección de fútbol de Italia en 1 ocasión. Debutó el 9 de noviembre de 1947, en un encuentro amistoso ante la selección de Austria que finalizó con marcador de 5-1 a favor de los austriacos.

## Clubes
| Club           | País   | Año         |
| -------------- | ------ | ----------- |
| A. C. Fanfulla | Italia | 1936 - 1937 |
| A. S. Biellese | Italia | 1937 - 1941 |
| Modena F. C.   | Italia | 1941 - 1943 |
| A. S. Biellese | Italia | 1944        |
| Modena F. C.   | Italia | 1945 - 1949 |
| Atalanta B. C. | Italia | 1949 - 1952 |